# 比亞迪海豹
比亞迪海豹是中國汽車製造商比亞迪汽車生產的純電動緊湊型斜背轎車，是比亞迪最新“海洋系列”插電式電動車的第二款車。在多個海外市場，比亞迪海豹的左駕版本被稱為比亞迪Atto 4。

## 概述
比亚迪海豹于2022年5月在中国发布，并于2022年8月交付。其设计于2021年9月作为比亚迪海洋-X概念进行了预览。作为“海洋系列”产品线的一部分，海豹采用了许多海洋风格的设计特征。外观设计包括低引擎盖、弹出式门把手和长尾灯单元。海豹的仪表板通风口采用波浪形图案。
海豹的电池是结构性的，与其他电动汽车相比，它为半单壳底盘提供了更高的扭转刚度（40,500 Nm/deg，而行业平均水平约为25,000），并且地板更低。海豹的阻力系数仅为0.219 Cd。比亚迪声称高性能全轮驱动车型的前部和后部的重量分配为50:50。

海豹配备可旋转的15.6英寸车载信息系统屏幕、10.25英寸数字仪表板、12寸扬声器丹拿音响系统、全景玻璃车顶、绗缝人造皮革内饰、双无线智能手机充电器以及加热和通风前排座椅。海豹还配有一个53升的前行李箱 (后备箱)。部分车型配备智能扭矩自适应控制 (iTAC) 系统（扭矩矢量系统）和自适应减震器。

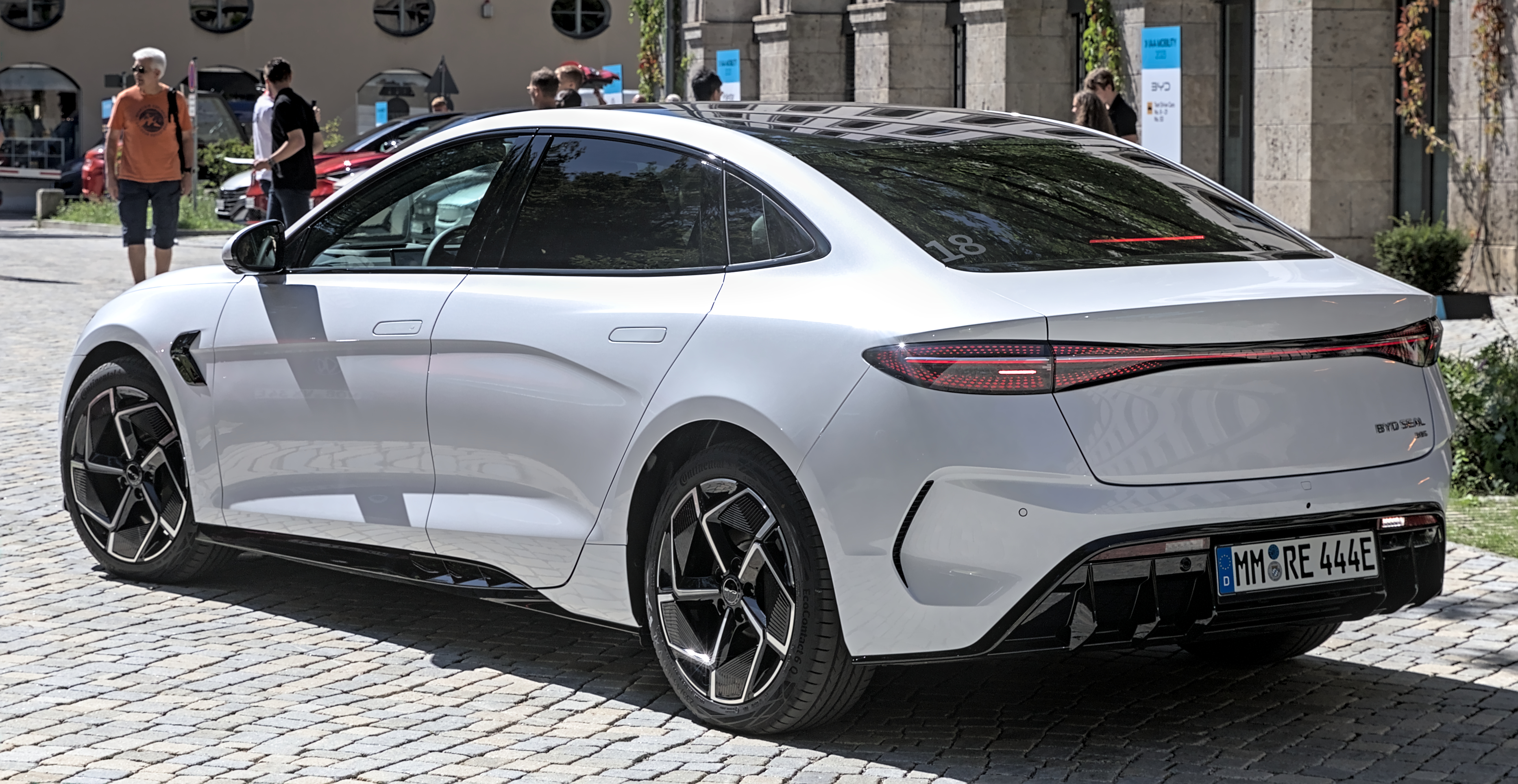
后视图
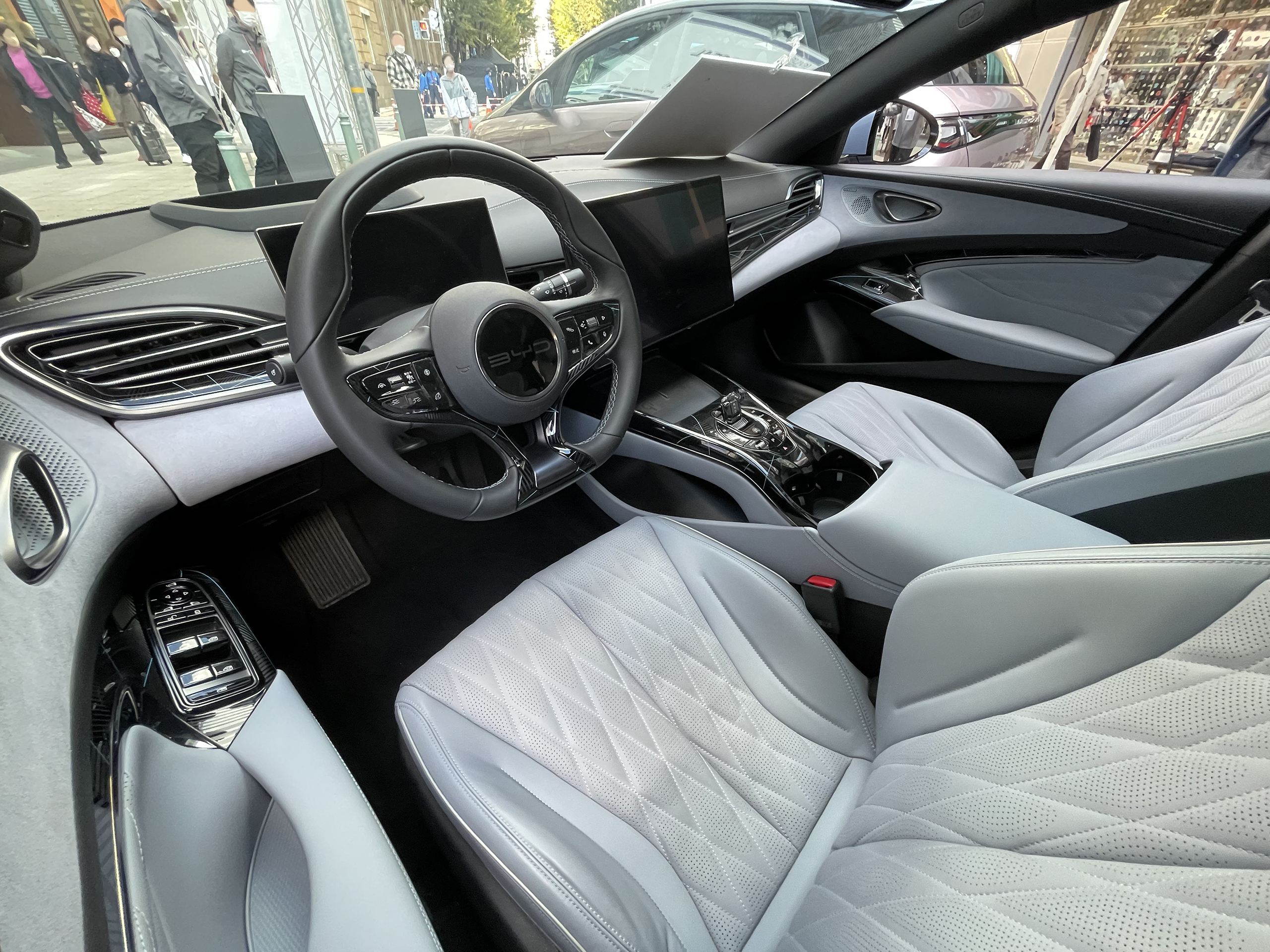
内饰图

## 动力传动系统
海豹配备61.4 kWh或82.5 kWh LFP刀片电池组，可通过220V交流电源以7kW（欧洲为11kW）充电，或通过直流快速充电器以110或150kW（取决于型号）充电。它的CLTC续航里程在550至700公里之间。据报道，电池组可在30分钟内从30%快速充电至80%，并且该车具有车辆到负载能力。T
海豹的最高时速被限制在180公里/小时，标准车型的0-100公里/小时加速时间约为7.5秒，全轮驱动性能车型的加速时间约为3.8秒。比亚迪坚信密封全轮驱动的能耗为12.7kWh/100公里。
| 型号       | 电池                  | 设计     | 电动机 | 电动机                | 功率             | 扭矩                            | 0—100 km/h（0—62 mph）（宣称） | 射程（宣称）     | 射程（宣称）     | 射程（宣称）     | 日历年    | 注释   |
| 型号       | 电池                  | 设计     | 电动机 | 电动机                | 功率             | 扭矩                            | 0—100 km/h（0—62 mph）（宣称） | CLTC             | NEDC             | WLTP             | 日历年    | 注释   |
| ---------- | --------------------- | -------- | ------ | --------------------- | ---------------- | ------------------------------- | ------------------------------ | ---------------- | ---------------- | ---------------- | --------- | ------ |
| 标准范围   | 61.44 kWh LFP刀片电池 | 后轮驱动 | 后部   | 永磁同步电机          | 150 kW（201 hp） | 310 N·m（31.6 kg·m；229 lb·ft） | 7.5秒                          | 550 km（342 mi） | 510 km（317 mi） | 460 km（286 mi） | 2022–至今 |        |
| 700 km声望 | 82.56 kWh LFP刀片电池 | 后轮驱动 | 后部   | 永磁同步电机          | 170 kW（228 hp） | 330 N·m（33.7 kg·m；243 lb·ft） | N/A                            | 700 km（435 mi） | N/A              | N/A              | 2023–至今 | 仅中国 |
| 扩展范围   | 82.56 kWh LFP刀片电池 | 后轮驱动 | 后部   | 永磁同步电机          | 230 kW（308 hp） | 360 N·m（36.7 kg·m；266 lb·ft） | 5.9秒                          | 700 km（435 mi） | 650 km（404 mi） | 570 km（354 mi） | 2022–至今 |        |
| 性能       | 82.56 kWh LFP刀片电池 | 全轮驱动 | 正面   | 鼠笼式电动机 异步电机 | 160 kW（215 hp） | 310 N·m（31.6 kg·m；229 lb·ft） | 3.8秒                          | 650 km（404 mi） | 580 km（360 mi） | 520 km（323 mi） | 2022–至今 |        |
| 性能       | 82.56 kWh LFP刀片电池 | 全轮驱动 | 后部   | PMSM                  | 230 kW（308 hp） | 360 N·m（36.7 kg·m；266 lb·ft） | 3.8秒                          | 650 km（404 mi） | 580 km（360 mi） | 520 km（323 mi） | 2022–至今 |        |
| 性能       | 82.56 kWh LFP刀片电池 | 全轮驱动 | 合并： | 合并：                | 390 kW（523 hp） | 670 N·m（68.3 kg·m；494 lb·ft） | 3.8秒                          | 650 km（404 mi） | 580 km（360 mi） | 520 km（323 mi） | 2022–至今 |        |
| 参考:      |                       |          |        |                       |                  |                                 |                                |                  |                  |                  |           |        |

## 市场

### 中国
海豹将于2022年7月在中国上市销售，并于次月交付。 中国市场共提供四种动力系统型号，首先是标准“精英型”，搭载150千瓦（204 PS；201马力）单电机后轮驱动，“尊贵型”搭载单电机RWD，输出功率为170千瓦（231PS；228马力），“性能型”搭载单个 230千瓦（313PS；308马力）RWD电机，以及“四驱性能型”，搭载390千瓦（530 PS；523马力）双电机（160千瓦（218 PS；215马力）+ 230千瓦（313 PS；308马力））全轮驱动系统。
2023年5月，比亚迪在中国推出了海豹冠军版。该版本推出了较低的定价，经过调整和升级的设备清单，例如真皮座椅、后部隐私玻璃、扶手箱中的可调节杯架。它还获得了额外的“700 km Prestige”装饰级别，续航里程为700（430英里）。2024年3月，比亚迪推出海豹荣誉版，将海豹价格进一步降低5%。
2024年8月，比亚迪为中国市场推出了改版的海豹。最初，它将更名为海豹07EV，但比亚迪在收到消费者的反馈后放弃了更名。更新后的车型配备了新车轮、由Robosense生产的车顶安装式LiDAR，车尾的“Build Your Dreams”徽章被带有红色背光的比亚迪标志取代。

### 欧洲
海豹于2023年9月在几个欧洲国家上市，占据了D段。

### 东南亚
海豹于2023年9月在泰国和新加坡上市。在这两个国家，可用的装饰级别为动态RWD、高级RWD和性能AWD。前者配备61.4kWh LFP Blade电池，为单个150kW（204 PS；201 hp）后置电机供电。高级RWD使用更大的82.5kWh LFP电池，为单个230 kW（313 PS；308 hp）后置电机供电。性能AWD（标记为“3.8s”，表示0-100km/h（62mph）加速时间为3.8秒）使用双电机设置，最大输出功率为390kW（530 PS；523 hp），使用相同的82.5 kWh LFP电池。
作为比亚迪进军印度尼西亚乘用车市场的一部分，海豹于2024年1月与比亚迪元PLUS和比亚迪海豚一起在印度尼西亚推出。定价将于2024年2月在 第31届印度尼西亚国际车展上公布。

海豹于2024年2月在马来西亚推出。它有两种装饰级别，分别是高级RWD和性能AWD。2024年9月添加了动态RWD装饰，使用标准范围动力系统。
海豹于2024年6月15日在文莱推出，该车仅提供性能AWD装饰。
作为比亚迪进入越南市场的一部分，海豹于2024年7月18日与比亚迪元PLUS和比亚迪海豚一起在越南推出，有前进和性能两种版本。
海豹于2024年10月25日在菲律宾以唯一的性能AWD版本推出。高级RWD变体于2025年1月推出。

### 澳大利亚
海豹于2023年10月在澳大利亚上市销售。可用的装饰级别与泰国和新加坡市场的海豹相匹配，即动态RWD、高级RWD和性能AWD。

### 巴西
海豹于2023年8月在巴西上市。唯一可用的版本是双电机AW 版本，输出功率为390 kW（530 PS；523 hp）。

### 南非
海豹于2024年10月4日在南非上市，有两种车型：Lux EXT RWD和Lux Performance AWD。上市时，它成为南非最便宜的纯电动轿车。

## 安全性
| 类别       | 类别       | %      |
| ---------- | ---------- | ------ |
| 总分：     | 5 /5颗星   | 88.6%  |
| 乘员保护： | 乘员保护： | 92.27% |
| VRU保护：  | VRU保护：  | 66.75% |
| 主动安全： | 主动安全： | 92.97% |

| Euro NCAP 测试成绩               | Euro NCAP 测试成绩 | Euro NCAP 测试成绩 |
| -------------------------------- | ------------------ | ------------------ |
| BYD Seal Design RWD (LHD) (2023) |                    |                    |
| 测试                             | 得分               | %                  |
| 总分:                            | 5 /5颗星           | 5 /5颗星           |
| 成年乘员:                        | 35.8               | 89%                |
| 小孩乘员:                        | 43                 | 87%                |
| 行人:                            | 51.7               | 82%                |
| 安全辅助:                        | 13.8               | 76%                |

## 奖项
2024年12月，比亚迪海豹成为首个入围2024-2025日本年度风云车前十的中国国产汽车。
2024年，比亚迪海豹荣登2024年世界年度风云车大奖前三名。

## 销量
| 年份 | 销量   | 销量  | 销量  | 销量  | 销量       | 销量     | 总产量 |
| 年份 | 中國   |       | 泰國  | 巴西  | 印度尼西亞 | 马来西亚 | 总产量 |
| ---- | ------ | ----- | ----- | ----- | ---------- | -------- | ------ |
| 2022 | 51,200 |       |       |       |            |          | 51,200 |
| 2023 | 62,079 | 471   | 1,810 | 1,040 |            |          | 84,277 |
| 2024 | 17,528 | 6,393 | 5,156 | 3,524 | 4,828      | 2,958    | 60,607 |